# Гойкочеа, Хуан Пабло
Хуа́н Па́бло Гойкоче́а дель Ка́рпио (исп. Juan Pablo Goicochea del Carpio; род. 12 января 2005, Лима) — перуанский футболист, нападающий клуба «Платенсе».

## Клубная карьера
Гойкочеа — воспитанник столичных перуанских клубов «Эстер Гранде» и «Альянса Лима». 21 октября 2022 года в матче против «Депортиво Бинасьональ» он дебютировал в перуанской Премьере в составе последнего. В 2024 году Гойкочеа перешёл в аргентинский «Платенсе». 2 июня в матче против «Бока Хуниорс» он дебютировал в аргентинской Примере. 

## Международная карьера
В 2023 году в составе молодёжной сборной Перу Гойкочеа принял участие в молодёжном чемпионате Южной Америки в Колумбии. На турнире он сыграл в матчах против сборных Бразилии и Аргентины.
В 2025 году в составе молодёжной сборной Перу Гойкочеа во второй раз принял участие в молодёжном чемпионате Южной Америки в Венесуэле. На турнире он сыграл в матчах против сборных Парагвая, Венесуэлы, Чили и Уругвая. В поединках против чилийцев и парагвайев Хуан забил по голу.